# HD 38529 b (planeta)
HD 38529 b – planeta pozasłoneczna orbitująca wokół gwiazdy HD 38529 A. Jest to gazowy olbrzym, krążący po ekscentrycznej orbicie, w średniej odległości tylko 0,13 au od swej gwiazdy, czyli należy do tzw. gorących jowiszów.